# Farah Deen
Farah Deen (* 11. November 1990 in Salzburg, Österreich) ist freischaffende Tänzerin, Tanzpädagogin und Choreografin. Zudem ist sie Veranstalterin und Gründungsmitglied des internationalen Streetdance Festivals „Flavourama“.

## Leben
Farah Deen besuchte in Salzburg das musische Gymnasium, wo sie sich auf das Fach Tanz spezialisierte. Mit 16 Jahren besuchte sie dann Kurse im Streetdance Center Salzburg, wo sie auch später eine Gruppe gründete, mit der sie zu diversen Meisterschaften fuhr.
2006 gründete sie gemeinsam mit Olivia Mitterhuemer den Salzburger Verein Potpourri, ein Verein für urbanen Tanz und Nachwuchsförderung. Den Gründerinnen ist es ein großes Anliegen die Tanzstile House Dance und Hip Hop einem breiteren Publikum zugänglich zu machen und diese Stile auch auf die Theaterbühne zu bringen. 2009 gründeten sie das internationale Streetdance Festival Flavourama, welches jährlich in der SZENE Salzburg stattfindet und mehr als 2000 Leute von weltweit ins Herz von Salzburg lockt.
Von 2015 bis 2020 tanzte Farah Deen in unterschiedlichen Produktionen der österreichischen Hungry Sharks Company auf Bühnen in Europa, den USA und Sri Lanka.
Ein Highlight ihrer Karriere war ihre erste Eigenproduktion Arielle sowie eine Auszeichnung mit dem ersten Preis bei der Zero Project Art Competition.
Zuletzt war sie auch in Il trionfo del tempo e del disinganno bei den Salzburger Pfingstfestspielen 2021 zu sehen.
Die letzte Premiere ihres Duos Friend.shift fand in Salzburg beim tanz_house festival statt.

## Werke
- 2014: #fomo by Hungry Sharks
- 2015: Anthropozän by Hungry Sharks
- 2016/2021: Hidden in Plain Sight by Hungry Sharks
- 2019: Zeitgeist by Hungry Sharks
- 2019: SI(E)SI by SilkFluegge Dance Company
- 2019: Volkxfest by Simon Mayer
- 2019: The Sky above the Mud below by Hungry Sharks[8][5][9]
- 2019: Arielle (30min Performance) by Farah Deen[10][11]
- 2019: Zeitgeist,  Choreografische Assistenz[12]
- 2020: 4 A.M. - A House Dance Piece
- 2020: Elevate (Art Video)
- 2020: Revolution (Art Video)
- 2021: Geography of Thoughts
- 2021: 4 A.M. - A House Dance Piece, Choreografie[10]
- 2021: Il trionfo del tempo e del disinganno - Salzburger Pfingstfestspiele[1]

## Preise
- 2020: 1. Preis der Zero Project Art Competition[10]